# Jörg Hardt
Jörg Hardt (* 6. Dezember 1980 in Bonn) ist ein ehemaliger deutscher Automobilrennfahrer.

## Karriere
Jörg Hardt begann seine Motorsportlaufbahn über den Kartsport. Dort fuhr er von 1995 bis 1998. Danach wechselte er zur Saison 1999 in die Deutsche Formel Ford 1800, in der er die Meisterschaft gewann.
2000 bis 2002 startete Hardt in der Formel Renault 2.0 – zunächst in Frankreich und ab 2001 in Deutschland. Sein bestes Gesamtergebnis erzielte er dort 2001 mit dem neunten Platz. Gleichzeitig fuhr er 2000 und 2001 im Formel Renault 2.0 Eurocup und belegte dort 2000 mit dem zehnten Rang sein bestes Saisonergebnis. 2002 ging er bei sechs Rennen in der Deutschen Formel-3-Meisterschaft an den Start.
Von 2003 bis 2008 startete er für das Team Schnabl Engineering PZ Trier im Porsche Carrera Cup Deutschland und erreichte 2004 und 2006 mit dem 3. Platz seine größten Erfolge in der Markenmeisterschaft. Daneben fuhr er von 2004 bis 2010 bei einigen Rennen im Porsche Supercup.
2007 und 2008 trat Hardt mit einem Porsche 997 GT3 Cup beim 24-Stunden-Rennen von Daytona an, das zur Grand American Rolex Series zählte. Beide Rennen konnte er nicht beenden. In den beiden Jahren startete er ebenfalls mit einem Porsche 997 GT3 RSR beim 24-Stunden-Rennen auf dem Nürburgring. Seine beste Platzierung erreichte er 2007 mit dem sechsten Gesamtplatz.
2008 und 2010 ging er noch einmal in der 24H Series jeweils zu einem Rennen an den Start. Danach beendete er seine aktive Motorsportkarriere.